# نيكي كروس (لاعب كرة قدم)
نيكي كروس (بالإنجليزية: Nicky Cross)‏ هو لاعب كرة قدم ومدرب كرة قدم بريطاني في مركز الهجوم، ولد في 7 فبراير 1961 في برمنغهام في المملكة المتحدة. لعب مع بورت فايل وليستر سيتي ونادي سوليهول لكرة القدم ونادي هيرفورد ونادي والسول ووست بروميتش ألبيون.

## وصلات خارجية
- نيكي كروس على موقع قاعدة بيانات كرة القدم.إي يو (الإنجليزية)
- نيكي كروس على موقع Soccerbase.com (لاعب) (الإنجليزية)
- نيكي كروس على موقع عالم كرة القدم.نت (الإنجليزية)